# Nacaome
Nacaome è un comune dell'Honduras, capoluogo del dipartimento di Valle.
Il comune figurava come entità autonoma già nel censimento del 1791.